# Bettina von Arnim

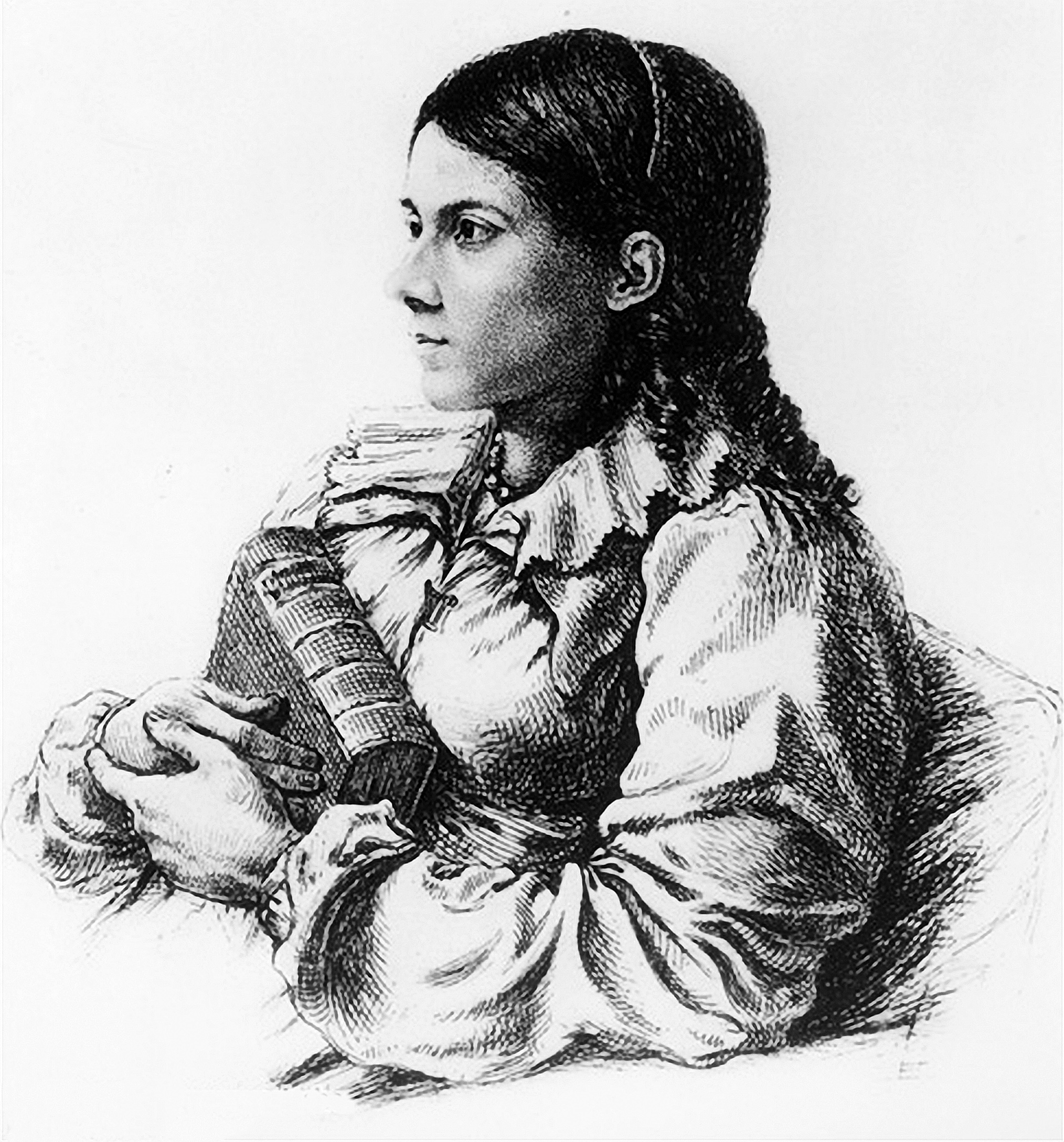
Bettina von Arnim um 1809, in einer Radierung von Ludwig Emil Grimm

Bettina von Arnim (geborene Elisabeth Catharina Ludovica Magdalena Brentano, auch Bettine von Arnim; * 4. April 1785 in Frankfurt am Main; † 20. Januar 1859 in Berlin) war eine deutsche Schriftstellerin, Zeichnerin und Komponistin und bedeutende Vertreterin der deutschen Romantik.

## Leben

### Jugend
Bettina Brentano war das siebte von zwölf Kindern des Großkaufmanns Peter Anton Brentano und seiner zweiten Frau Maximiliane geb. von La Roche. Die aus Italien stammende altadelige Familie war begütert. Sie besaß in Frankfurt am Main in der Großen Sandgasse das später von Bettinas Brüdern geleitete Haus zum Goldenen Kopf, die Zentrale einer blühenden Ex- und Importfirma, von der Bettina ein beträchtliches Erbe zufiel. Von ihren Geschwistern wurde Bettina schon früh „der Kobold“ genannt; der Übername blieb ihr später in der Berliner Gesellschaft.
1793 starb Bettinas Mutter. Die Tochter wurde deswegen bis zu ihrem 11. Lebensjahr (1794–1796) in einem Kloster in Fritzlar – der Ursulinenschule Fritzlar – erzogen. Nach dem Tod des Vaters lebte sie ab 1797 bei ihrer Großmutter Sophie La Roche in Offenbach am Main, später in Frankfurt am Main. Ihre Schwester Kunigunde Brentano war mit dem Rechtsgelehrten Friedrich Karl von Savigny verheiratet und lebte in Marburg, wo Bettina einige Zeit bei ihnen wohnte.
1804 begannen Freundschaft und Briefwechsel mit Karoline von Günderrode.
1806–1808 erfolgte die Herausgabe der Volksliedersammlung Des Knaben Wunderhorn durch ihren Bruder Clemens Brentano und Achim von Arnim und ihre Mitarbeit an Arnims Zeitung für Einsiedler.
1807, in ihrem 22. Lebensjahr, kam es zu einer ersten Begegnung mit Goethe in Weimar. Wieland hatte sie diesem als Enkelin der Sophie La Roche empfohlen.
1810 folgte sie den Savignys nach Berlin. Auf dieser Reise traf sie am 8. Mai in Wien ein und wohnte dort bei ihrer Schwägerin Antonie Brentano, die sie Ende Mai mit Ludwig van Beethoven bekannt machte. Folgt man ihren eigenen Briefen und Erinnerungen, so begegnete sie Beethoven nur dreimal, ehe sie die Stadt am 3. Juni wieder verließ und mit der Familie Savigny nach Prag weiterreiste. Diese Begegnung prägte sie jedoch maßgeblich.

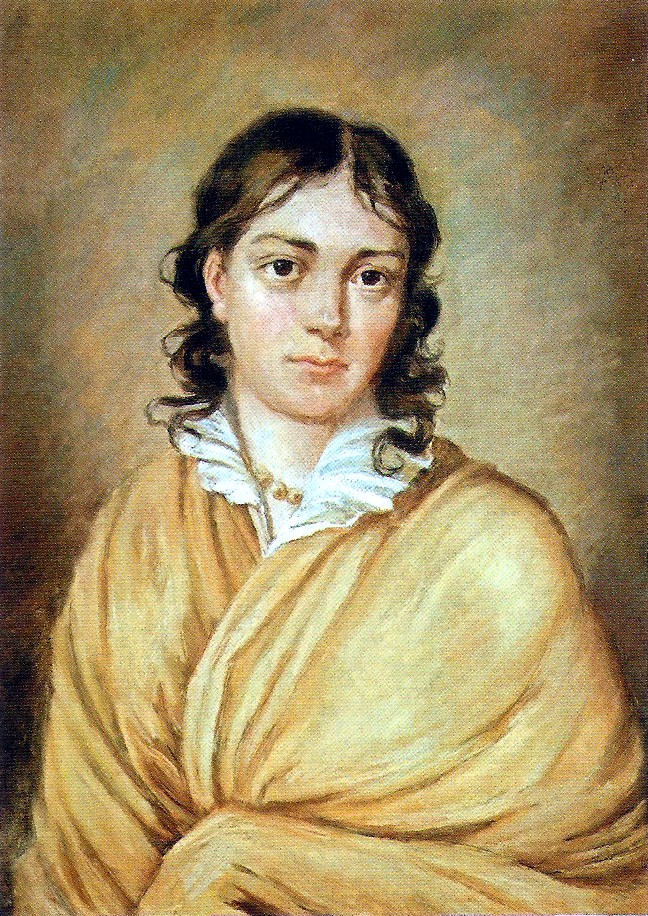
Bettina von Arnim in einem anonymen Gemälde (um 1890), Bettina und Achim von Arnim-Museum, Wiepersdorf

### Ehe mit Achim von Arnim
1811 heiratete Bettina Brentano Achim von Arnim, den sie bereits in Frankfurt als Freund und literarischen Arbeitskollegen ihres Bruders Clemens Brentano kennengelernt hatte. Die Arnims waren bis zu seinem plötzlichen Tod 1831 zwanzig Jahre verheiratet. Das Paar lebte überwiegend getrennt – während Bettina in Berlin lebte, bewirtschaftete Achim das Gut Wiepersdorf.
Der Ehe entstammten sieben Kinder:
- Freimund Johann (* 5. Mai 1812; † 2. März 1863)
- Siegmund Lucas (* 2. Oktober 1813; † 22. Februar 1890)
- Friedmund Anton Nepomuk (* 9. Februar 1815; † 24. Juli 1883)
- Kühnemund Waldemar (* 24. März 1817; † 24. Juni 1835)[2][Anmerkung 1]
- Maximiliane Marie „Maxe“ Catharine (* 23. Oktober 1818; † 31. Dezember 1894) ⚭ preußischen Generalleutnant Eduard von Oriola
- Armgart Catharina (* 4. März 1821; † 17. Januar 1880) ⚭ Albert Georg Friedrich von Flemming (beider Töchter waren die Schriftstellerinnen Elisabeth von Heyking und Irene Forbes-Mosse)
- Ottilie Beate Gisela „Gisel“ Walburgis (* 30. August 1827; † 4. April 1889) ⚭ Herman Grimm

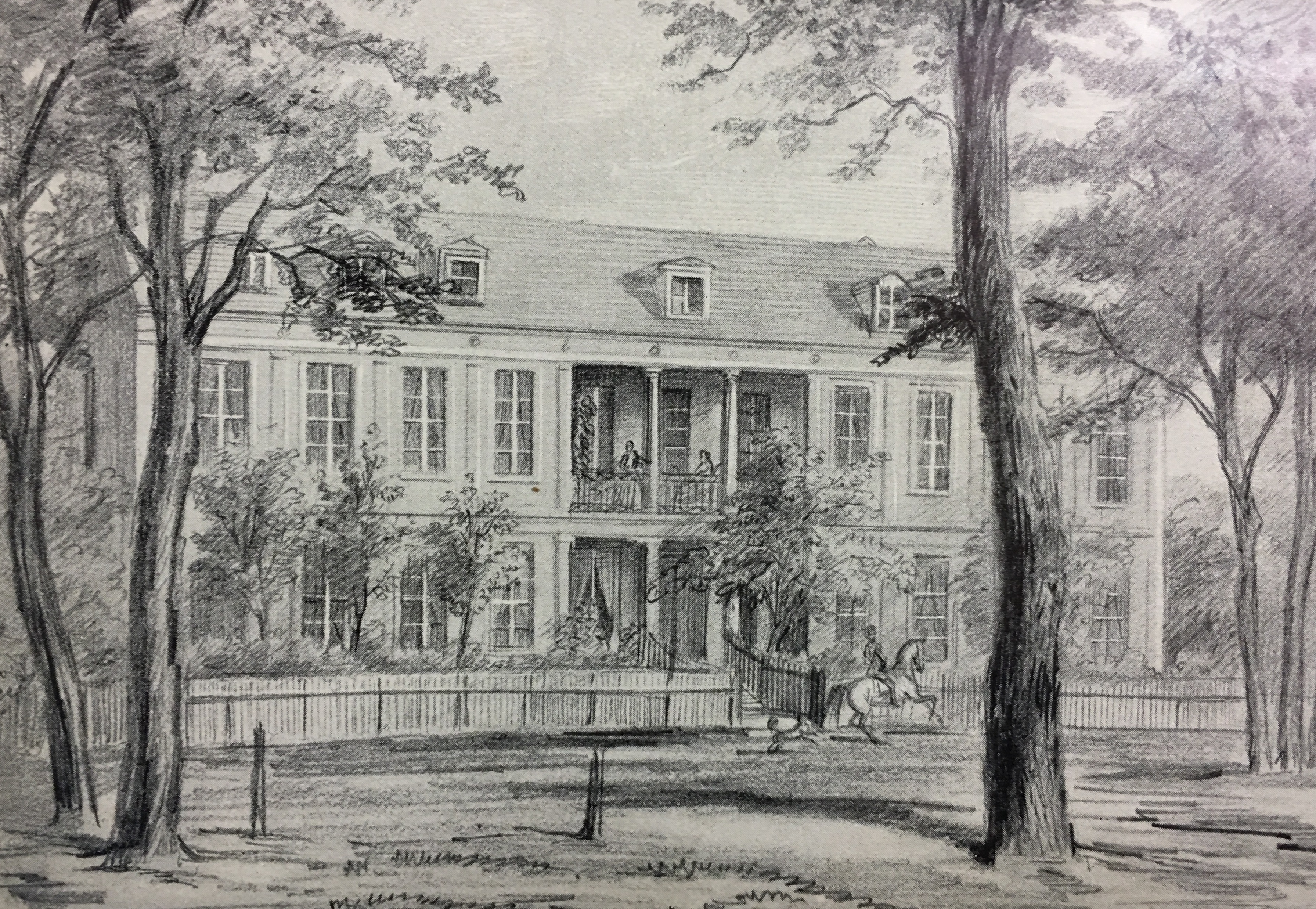
Berlin, In den Zelten 5, Bettina von Arnims Wohnung in den Jahren 1847 bis 1859, Zeichnung von Armgart von Arnim

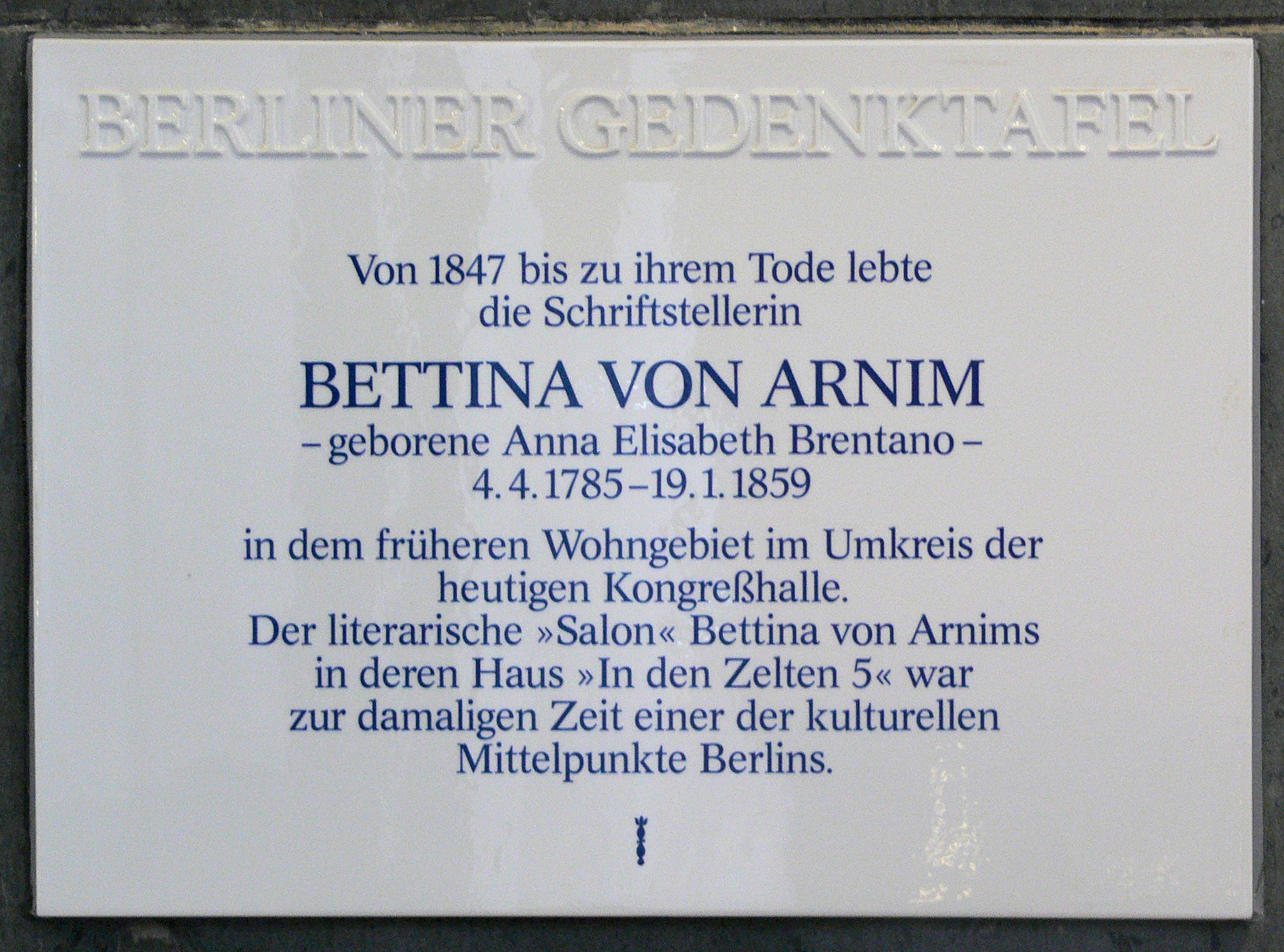
Berliner Gedenktafel am Bettina-von-Arnim-Ufer in Berlin-Tiergarten

### Soziale und literarische Arbeit
Bettina von Arnims literarisches und soziales Engagement trat erst nach dem Tod ihres Mannes 1831, dessen Werke sie herausgab, ins Licht der Öffentlichkeit. Die neue Autonomie, die der Witwenstand ermöglichte, führte zu einer Verstärkung ihres öffentlichen Wirkens. Sie wurde zur Herausgeberin seiner Gesammelten Werke. Während der Choleraepidemie in Berlin engagierte sie sich für soziale Hilfsmaßnahmen in den Armenvierteln und pflegte Erkrankte. Aus Anlass der Thronbesteigung des preußischen Königs Friedrich Wilhelm IV. veröffentlichte sie 1843 die Sozialreportage Dies Buch gehört dem König. Das aus fiktiven Dialogen zwischen der Mutter Goethes und der Mutter des preußischen Königs bestehende Werk wurde in Bayern verboten.
Der spätere Kunst- und Kulturhistoriker Jacob Burckhardt (1818–1897) studierte 1841–1843 in Berlin, wurde von Bettina von Arnim empfangen und beschrieb diese in einem Brief an seine Schwester Louise am 29. Januar 1842 wie folgt: „Ein 54jähriges Mütterchen, klein aber von schöner Haltung, mit wahrhaften Zigeunerzügen im Angesicht, aber so wunderbar interessant, wie selten ein weiblicher Kopf; schöne, echte kastanienbraune Locken, die braunsten, wundersamsten Augen, die mir je vorgekommen sind.“. Über einen Besuch von Wilhelm Junkmann bei Bettina von Arnim berichtet 1846 Annette von Droste-Hülshoff, sie habe „über die Maßen schwadroniert und geschimpft auf Westfalen, Katholiken, den münsterschen Adel […] und endlich auf die Lichtfreunde […].“
In der Ernüchterung, die der gescheiterten Revolution von 1848 folgte, verfasste sie 1852 die Fortsetzung Gespräche mit Dämonen, in der sie für die Abschaffung der Todesstrafe und die politische Gleichstellung von Frauen und von Juden eintritt. Ihre weitreichende Korrespondenz zur Ermittlung statistischer Angaben für ihr Armenbuch erregte großes Aufsehen. Das Buch wurde bereits vor seinem Erscheinen von der preußischen Zensur verboten, da man Bettina von Arnim verdächtigte, den Weberaufstand mit angezettelt zu haben.

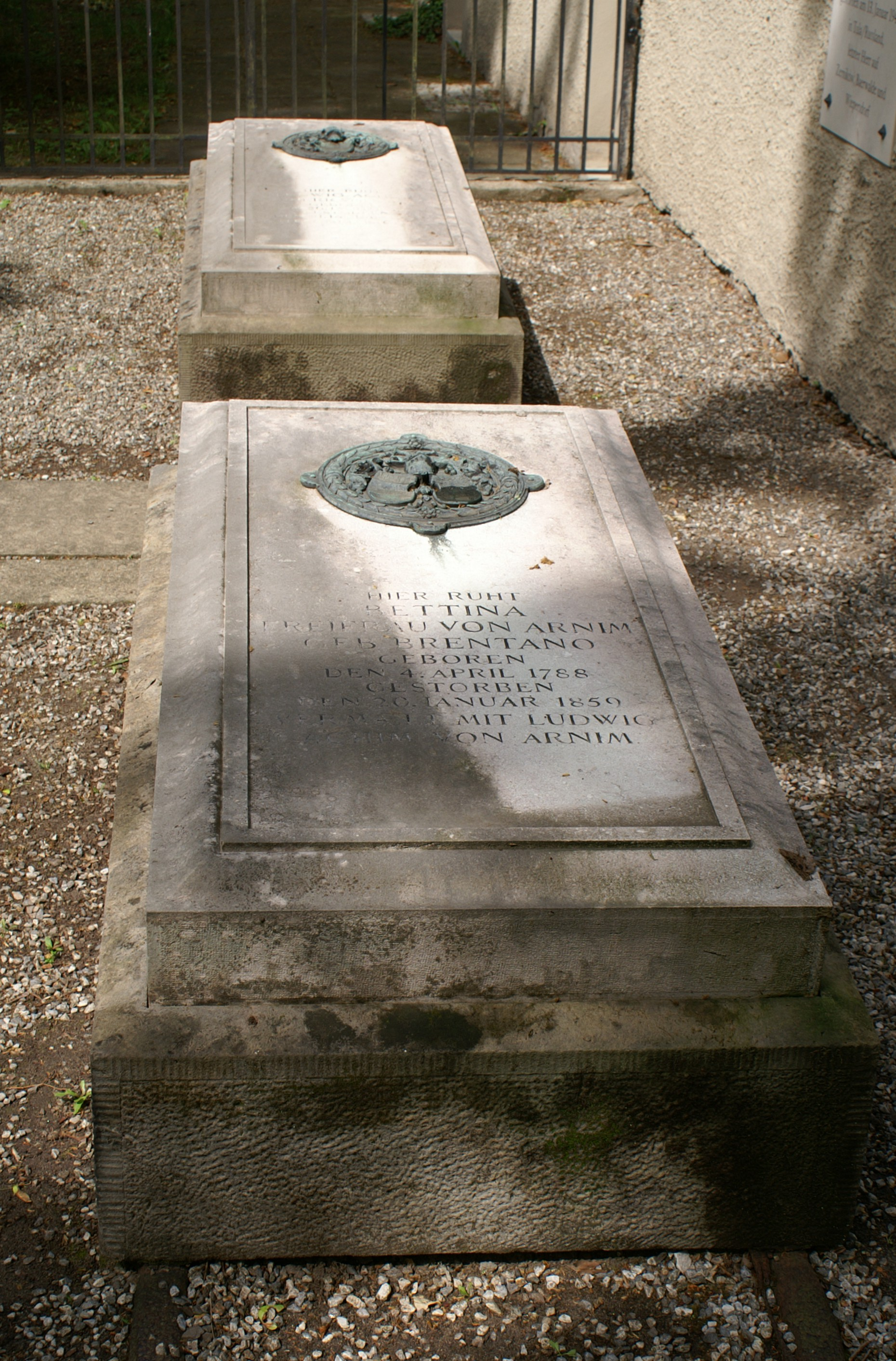
Bettina von Arnims Grab neben der Dorfkirche von Wiepersdorf

Sie stand den Ideen der Frühsozialisten nahe; 1842 traf sie mit Karl Marx zusammen, hielt jedoch an der Idee eines Volkskönigs fest. Der König sollte erster Bürger einer Gemeinschaft von Bürgern sein und mit ihnen den Staat erschaffen, in dem sie leben wollten.

### Tod und Nachwirkung
1854 erlitt Bettina von Arnim einen Schlaganfall, von dem sie sich nicht mehr erholte.

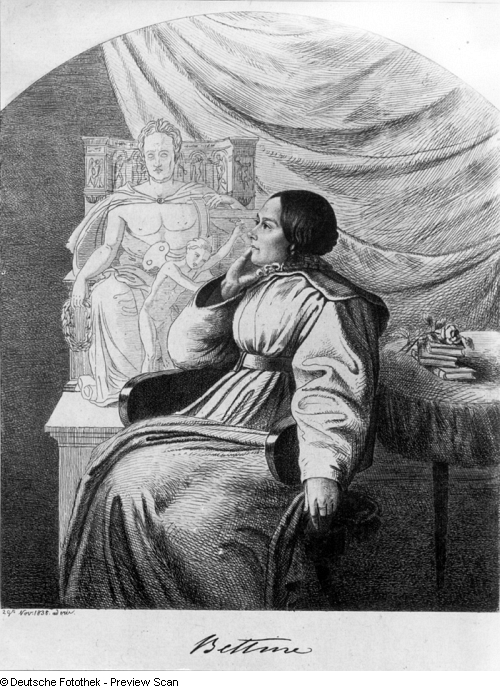
Bettina von Arnim vor ihrem Goethe-Denkmal mit der Ariel-Figur

Am 20. Januar 1859 starb sie im Kreise ihrer Familie, zu ihrer Seite das von ihr entworfene und gefertigte Goethe-Monument. Sie wurde neben ihrem Mann an der Kirche von Wiepersdorf beigesetzt. Auf ihrem Grabstein ist fälschlicherweise als Geburtsjahr 1788 angegeben, tatsächlich wurde sie 1785 geboren.
1985 wurde aus Anlass ihres 200. Geburtstages in Berlin die Bettina-von-Arnim-Gesellschaft gegründet. Sie hat das Ziel, Leben und Werk der Autorin einer breiteren Öffentlichkeit bekannt zu machen. Die Gesellschaft schreibt alle drei Jahre einen undotierten Forschungspreis aus und gibt das Internationale Jahrbuch der Bettina-von-Arnim-Gesellschaft heraus.
1991 wurde vom Freundeskreis Schloss Wiepersdorf – Bettina und Achim von Arnim-Museum e. V. im Schloss Wiepersdorf ein Museum eingerichtet, das Exponate aus dem Leben des Dichterpaares, einiger ihrer Nachfahren und ihres Umfeldes zeigt.
Sie ist auf dem 1992 erschienenen 5-DM-Schein der letzten D-Mark-Banknotenserie abgebildet.
An der Ursulinenschule in Fritzlar, an der Bettina von Arnim Internatsschülerin war, wird seit 2002 das Bettina-von-Arnim-Forum veranstaltet.
Die Bettinaschule im Frankfurter Westend ist nach Bettina von Arnim benannt, ebenso die Bettina-von-Arnim-Schule in Berlin-Reinickendorf und die Bettina von Arnim IGS Otterberg in Otterberg.

## Kontakte
Bettina von Arnim war bekannt für ihre zahlreichen Kontakte zu Persönlichkeiten aus Politik und Kultur:
- Bereits in Frankfurt freundete sie sich mit Karoline von Günderrode an.
- Bis 1810 war sie im süddeutschen Raum unterwegs, wo sie u. a. Ludwig Tieck und Ludwig van Beethoven kennenlernte.
- 1836 lebte Johanna Mathieux, die spätere Ehefrau Gottfried Kinkels, bei ihr in Berlin. Johanna gab Bettina von Arnims Kindern Klavierunterricht und studierte eine Vielzahl mehrstimmiger Lieder mit ihnen ein.

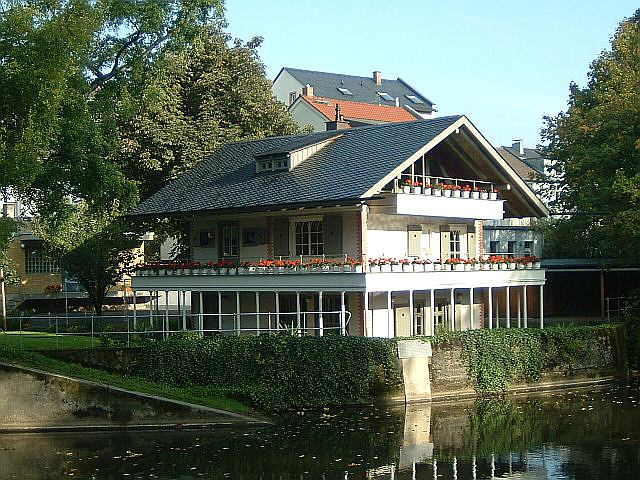
Das Petrihaus im Brentanopark in Frankfurt-Rödelheim

- Ein enger Kontakt bestand zu den Brüdern Wilhelm und Jacob Grimm.
- In einem der Berliner Salons traf sie Rahel Robert, die spätere Rahel Varnhagen.
- Weitere Kontakte, meist nach dem Tod ihres Mannes begonnen, hatte sie mit Friedrich Schleiermacher, Hermann von Pückler-Muskau, Felix Mendelssohn Bartholdy, dem jungen Johannes Brahms, Joseph Joachim und Robert Schumann.
- 1840 bewirkte ihr Einfluss, dass die Brüder Grimm – wegen der Zugehörigkeit zu den Göttinger Sieben seit 1837 mit Berufsverbot belegt – einen Ruf an die Berliner Universität annehmen konnten.
- Im sogenannten Petrihaus in Frankfurt-Rödelheim traf Bettina Adele Schopenhauer und Marianne von Willemer. Auch Goethe hat hier einige Male übernachtet.
- Mit dem preußischen König Friedrich Wilhelm IV. hatte sie persönlich und schriftlich Kontakt, vor allem im Zusammenhang mit ihrem Eintreten für die Menschen in Berliner Elendsquartieren (1843).

### Goethe
1806 begann die Freundschaft Bettina Brentanos mit Goethes Mutter Katharina Elisabeth Goethe. Der Dichter hatte auf die ihm schwärmerisch erscheinenden Briefe Bettinas zunächst nicht geantwortet. Doch ein Jahr später durfte sie in Weimar erstmals den von ihr überaus verehrten Johann Wolfgang Goethe besuchen. Es begann ein Briefwechsel zwischen den beiden, der später von Bettina von Arnim herausgegeben und nach Goethes Tod unter dem Titel Goethes Briefwechsel mit einem Kinde berühmt wurde. 1811, im Jahr ihrer Heirat, kam es nach einer öffentlichen Auseinandersetzung zwischen ihr und Goethes Ehefrau Christiane zum Bruch mit Goethe. In einer Gemäldeausstellung des Goethe-Vertrauten Johann Heinrich Meyer hatte sich Bettina von Arnim abfällig über die Werke von „Kunschtmeyer“ geäußert. Christiane riss ihr daraufhin die Brille von der Nase, und Bettina nannte Christiane eine „wahnsinnige Blutwurst“. Goethe verbot Bettina von Arnim und ihrem Ehemann fortan sein Haus. Als er das Ehepaar ein Jahr später in Bad Teplitz traf, nahm er von ihnen keine Notiz und schrieb seiner Frau: „Ich bin sehr froh, daß ich die Tollhäusler los bin.“ Wiederholte Briefe, in denen Bettina ihn verzweifelt um erneute Kontaktaufnahme bat, ließ er unbeantwortet.
1824 entwarf Bettina Brentano ein Goethedenkmal, einen Gegenentwurf zu Christian Daniel Rauchs Modell für die Frankfurter Maininsel. Unter der Aufsicht des Bildhauers Ludwig Wichmann fertigte sie mehrere Gipsmodelle an und reichte ein Modell, das auch im Städelschen Kunstinstitut ausgestellt wurde, bei dem zuständigen Denkmalkomitee ein. Letztlich kam aber aufgrund fehlender finanzieller Mittel kein Entwurf zur Realisierung. 1851 verwendete der Bildhauer Carl Steinhäuser den Entwurf Bettina Brentanos für die Ausführung des Denkmals Goethe und Psyche, 1855 wurde es in Weimar aufgestellt. Heute befindet es sich im Neuen Museum Weimar.

### Beethovens „unsterbliche Geliebte“?
Edward Walden glaubt in seinem Buch Beethoven’s Immortal Beloved (2011) Anhaltspunkte dafür gefunden zu haben, dass Bettina von Arnim Beethovens Unsterbliche Geliebte gewesen sein könnte – die Adressatin jenes berühmten Briefs, den der Komponist am 6./7. Juli 1812 in Teplitz an eine Frau in Karlsbad schrieb. Er stützt sich dabei im Wesentlichen auf zwei angeblich von Beethoven an Bettina geschriebene Briefe aus den Jahren 1810 und 1812, die allerdings längst als Erfindungen Bettinas entlarvt wurden. Walden selbst räumt ein: „Falls dieser Brief an Bettina [von 1812] echt ist, wäre es schlüssig bewiesen, daß Bettina die Unsterbliche Geliebte war, aber das Original ist verschollen, und seine Authentizität wird heutzutage stark angezweifelt.“ Doch selbst wenn dieser Brief echt wäre, würde das nichts daran ändern, dass Bettina von Arnim – mit ihrem Mann und ihrer Schwester Gunda – erst am 24. Juli 1812, von Berlin kommend, in Teplitz eintraf, als Beethoven den Brief längst geschrieben hatte. In Karlsbad ist sie zur fraglichen Zeit gar nicht gewesen.

## Werk und Beurteilung

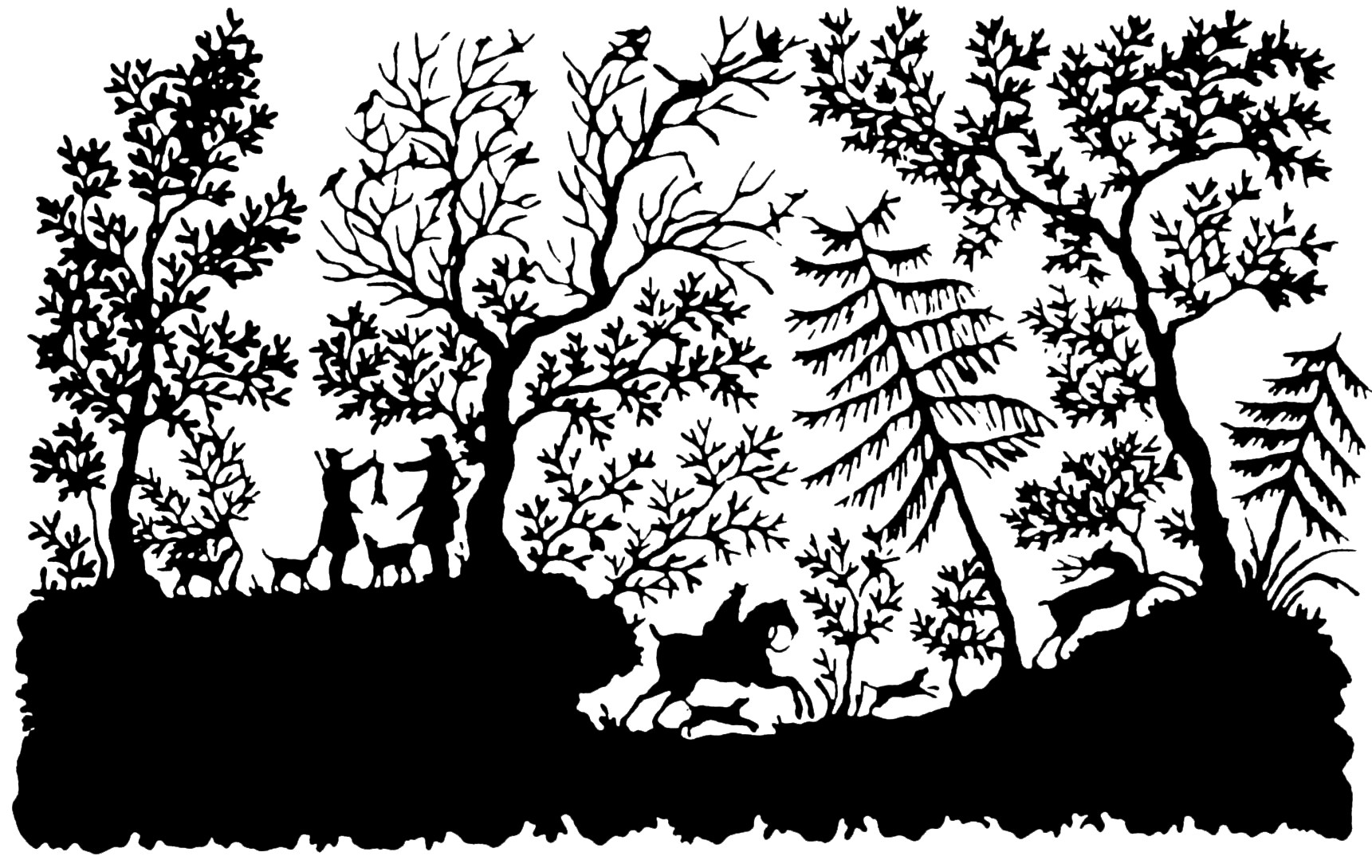
Scherenschnitt „Jagdszene“ von Bettina von Arnim

Bettina von Arnim gab ihre Briefwechsel mit Johann Wolfgang von Goethe, Karoline von Günderrode, Clemens Brentano, Philipp von Nathusius und Friedrich Wilhelm IV. in zum Teil sehr stark bearbeiteter Form heraus. Diese Briefbücher, die nach den Grundsätzen der romantischen Poetik komponiert waren, wurden von manchen Lesern fälschlich für authentische Dokumente gehalten.
Insbesondere das 1835 erschienene Buch Goethes Briefwechsel mit einem Kinde war erfolgreich und beeinflusste das Goethe-Bild der Folgezeit stark, besonders unter den Romantikern. Die Originalbriefe wurden im Jahr 1929 publiziert. In dem Briefroman Die Günderode verarbeitete sie die Monate ihrer Freundschaft mit Karoline von Günderrode im Jahr 1804 und deren Freitod.
Bettina von Arnim erfuhr und erfährt sehr unterschiedliche Beurteilungen. Zeitgenossen beschrieben sie als „grillenhaftes, unbehandelbares Geschöpf“, als koboldhaftes Wesen. Man sieht sie aber auch als emanzipierte, vielbegabte und neugierige Frau, die sich erfolgreich für persönliche Unabhängigkeit und geistige Freiheit einsetzte, für sich wie auch für andere Menschen.

## Literarische Rezeption
Christian Dietrich Grabbe schrieb über Bettinas Goethe-Buch: „Die Vorrede beginnt damit, daß das Buch nicht für die Bösen, sondern für die Guten sey. Bettina, es werden aber die Guten bös werden, haben sie die Ekelhaftigkeiten gelesen.“
Ludwig Tieck schrieb 1835 in einem Brief über „Goethes Briefwechsel mit einem Kinde“: „Sie können es nicht so wissen wie ich, wie dieses fatale Buch eine einzige grobe Lüge ist. Mich hat in unsern Zeiten noch nichts so sehr, wie dieses Geschreibsel empört.“
Bettina von Arnims Leben und insbesondere ihre Beziehung zu Goethe werden sehr ausführlich von Milan Kundera in seinem Roman Die Unsterblichkeit behandelt. Kundera sieht Bettina als Frau, die zeitlebens versuchte, durch Kontakt zu herausragenden Persönlichkeiten ihrer Zeit und die Suggestion einer tiefen emotionalen Beziehung zu ihnen eigenen Ruhm zu erwerben. Illustriert wird diese Interpretation hauptsächlich durch die Analyse ihres Briefverkehrs mit Goethe, der von ihr bei der Veröffentlichung vorgenommenen Änderungen und des öffentlichen Streits mit Christiane Goethe.
Sarah Kirsch zeichnet im Wiepersdorf-Zyklus, der während einer Arbeitswoche im „[v]olkseigenen Schloß“ entstand, ein Bild ihres persönlichen Lebensgefühls in der DDR der 1970er Jahre. Rahmenhandlung ist der Aufenthalt einer an die Autorin erinnernden Schriftstellerin, in dem „[e]hrwürdige[n] schöne[n] Haus [m]it dem zwiefachen Dach“. Im zweiten Teil stellt sie der Wiepersdorfer Szenerie „[d]ie schönen Fenster im Malsaal“, „außen“ „[m]aifrischer Park“ mit den „lächeln[den]“ „Steinbilder[n]“ die Enge ihrer Hochhauswohnung „in der verletzenden viereckigen Gegend“ gegenüber und spricht bewundernd die Gutsherrin an: „Bettina! Hier [h]ast du mit sieben Kindern gesessen […] ich sollte mal an den König schreiben“. Im neunten Teil fokussiert die Dichterin, in Anspielung auf Bettinas Briefe an Friedrich Wilhelm IV., die Ähnlichkeiten der privaten und politischen Situation: „Bettina, es ist alles beim alten. Immer sind wir allein, wenn wir den Königen schreiben [d]enen des Herzens und jenen des Staates“.
In Christa Wolfs Roman Kein Ort. Nirgends (1979) ist Bettina von Arnim Teil der Winkeler Gesellschaft, in der 1804 die (fiktive) Begegnung von Heinrich von Kleist mit Karoline von Günderrode stattfindet.
Bettina von Arnim ist die weibliche Protagonistin in Das Erlkönig-Manöver (2007) von Robert Löhr. Der historische Roman stellt vor allem ihre Zerrissenheit zwischen ihrem Idol Goethe und ihrem Ehemann Achim von Arnim dar.
Sie ist auch Namensgeberin der 1847 gegründeten, aber kurz danach wieder aufgegebenen deutschen Siedlung Bettina (Texas).

## Zitate
- „Es ist wahr […], in mir ist ein Tummelplatz von Gesichten, alle Natur weit ausgebreitet, die überschwenglich blüht in vollen Pulsschlägen, und das Morgenrot scheint mir in die Seele und beleuchtet alles. Wenn ich die Augen zudrücke mit beiden Daumen und stütze den Kopf auf, dann zieht diese große Naturwelt an mir vorüber, was mich ganz trunken macht. Der Himmel dreht sich langsam, mit Sternbildern bedeckt, die vorüberziehen; und Blumenbäume, die den Teppich der Luft mit Farbenstrahlen durchschießen. Gibt es wohl ein Land, wo dies alles wirklich ist? Und seh ich da hinüber in andre Weltgegenden?“[17]

- „Wer ist des Staates Untertan? Der Arme ists! – Nicht der Reiche auch? – Nein, denn seine Basis ist Selbstbesitz und seine Überzeugung, daß er nur sich angehöre! – Den Armen fesseln die Schwäche, die gebundenen Kräfte an seine Stelle. – Die Unersättlichkeit, der Hochmut, die Usurpation fesseln den Reichen an die seine. Sollten die gerechten Ansprüche des Armen anerkannt werden, dann wird er mit unzerreißbaren Banden der Blutsverwandtschaft am Vaterlandsboden hängen, der seine Kräfte der Selbsterhaltung weckt und nährt, denn die Armen sind ein gemeinsam Volk, aber die Reichen sind nicht ein gemeinsam Volk, da ist jeder für sich und nur dann sind sie gemeinsam, wenn sie eine Beute teilen auf Kosten des Volkes.“[18]

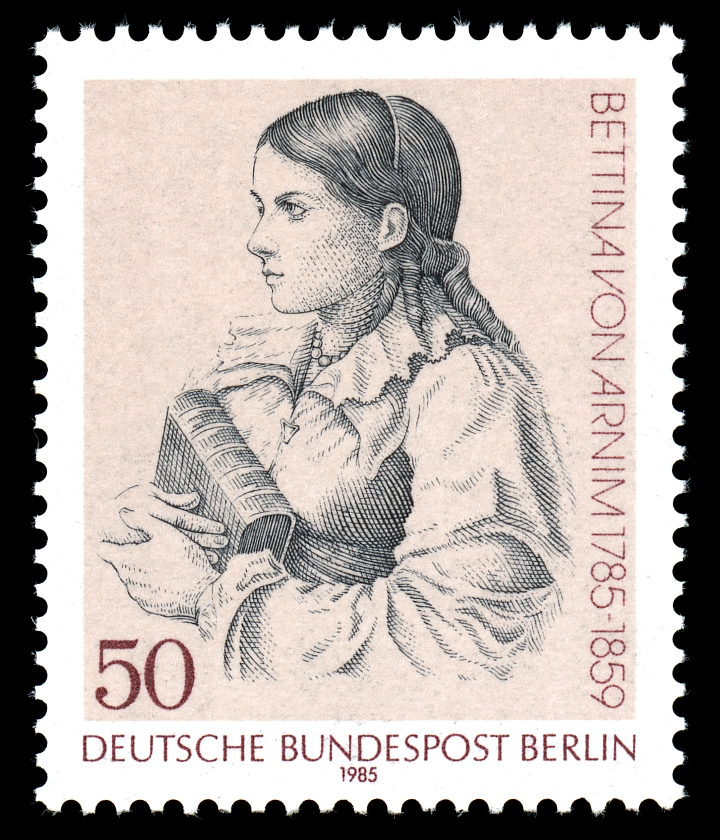
Berliner Sonderbriefmarke (1985) zum 200. Geburtstag, nach einer Radierung von Ludwig Emil Grimm

- Gedichtbeispiel „Auf diesem Hügel überseh ich meine Welt!“

Auf diesem Hügel überseh ich meine Welt!

Hinab ins Tal, mit Rasen sanft begleitet,

Vom Weg durchzogen, der hinüber leitet,

Das weiße Haus inmitten aufgestellt,

Was ist's, worin sich hier der Sinn gefällt?

Auf diesem Hügel überseh ich meine Welt!

Erstieg ich auch der Länder steilste Höhen,

Von wo ich könnt die Schiffe fahren sehen

Und Städte fern und nah von Bergen stolz umstellt,

Nichts ist's, was mir den Blick gefesselt hält.

Auf diesem Hügel überseh ich meine Welt!

Und könnt ich Paradiese überschauen,

Ich sehnte mich zurück nach jenen Auen,

Wo Deines Daches Zinne meinem Blick sich stellt,

Denn der allein umgrenzet meine Welt.

## Werke
- Tagebuch. 1835 (Digitalisat und Volltext im Deutschen Textarchiv)
- Goethes Briefwechsel mit einem Kinde. 1835 (Digitalisat und Volltext Band 1, Band 2. im Deutschen Textarchiv)
- Die Günderode. 1840 (Digitalisat und Volltext Band 1, Band 2 im Deutschen Textarchiv)
- Das Leben der Hochgräfin Gritta von Rattenzuhausbeiuns. Mit ihrer Tochter Gisela. 1840
- Dedié à Spontini. 1842
- Dies Buch gehört dem König. 1843, Digitalisat (moderne Ausgabe, herausgegeben von Wolfgang Bunzel: Deutscher Taschenbuch-Verlag, München 2008, ISBN 978-3-423-13720-1).
- Clemens Brentano’s Frühlingskranz aus Jugendbriefen ihm geflochten, wie er selbst schriftlich verlangte, 2 Bände, Charlottenburg 1844 (Digitalisat)
- Ilius Pamphilius und die Ambrosia. 1848
- An die aufgelöste Preussische National-Versammlung. ("Polenbroschüre") 1848
- Gespräche mit Daemonen. Des Königsbuchs zweiter Teil. 1852
- Ilius Pamphilius und die Ambrosia. Briefroman. 1847 f.
- Sämtliche Werke. 7 Bde. Hrsg. mit Benutzung ungedruckten Materials von Waldemar Oehlke. Propyläen-Verlag, Berlin 1920–1922
- Werke und Briefe. 5 Bde. Hrsg. von Gustav Konrad. Wissenschaftliche Buchgesellschaft, Darmstadt 1959–1963
- Werke und Briefe in vier Bänden. Hrsg. von Walter Schmitz und Sibylle von Steinsdorff. Deutscher Klassiker Verlag, Frankfurt (Main) 1986–2004

## Briefe
- Wilhelm Schellberg, Friedrich Fuchs (Hrsg.): Die Andacht zum Menschenbild. Unbekannte Briefe von Bettine Brentano. Eugen Diederichs, Jena 1942.
- Johannes Müller (Hrsg.): Bettine von Arnim, Werke und Briefe. Band 5. Frechen 1961.
- Sibylle von Steinsdorff (Hrsg.): Der Briefwechsel zwischen Bettine Brentano und Max Prokop von Freyberg. Berlin/New York 1972
- Werner Vordtriede (Hrsg.): Achim und Bettina in ihren Briefen, 2 Bände, Frankfurt am Main 1981
- Bettina von Arnim: „Ist Dir bange vor meiner Liebe?“ Briefe an Philipp Hössli nebst dessen Gegenbriefen und Tagebuchnotizen. Hrsg. von Kurt Wanner. Insel, Frankfurt am Main 1996
- Wolfgang Bunzel, Ulrike Landfester (Hrsg.): Du bist mir Vater und Bruder und Sohn. Bettine von Arnims Briefwechsel mit ihrem Sohn Freimund, Göttingen 1999
- Wolfgang Bunzel, Ulrike Landfester (Hrsg.): „In allem einverstanden mit Dir.“ Bettine von Arnims Briefwechsel mit ihrem Sohn Freimund, Göttingen 2001
- Wolfgang Bunzel, Ulrike Landfester (Hrsg.): Da wir uns nun einmal nicht vertragen. Bettine von Arnims Briefwechsel mit ihrem Sohn Siegmund (= Bettine von Arnims Briefwechsel mit ihren Söhnen, Band 2). Wallstein Verlag, Göttingen 2012, ISBN 978-3-89244-241-7 (Rezension von Anja Hirsch: Deutschlandfunk (DLF) Buch der Woche in: Büchermarkt, 3. Februar 2013)
- Enid und Bernhard Gajek (Hrsg.): „Die Leidenschaft ist der Schlüssel zur Welt“. Bettine von Arnim, Hermann von Pückler-Muskau. Briefwechsel 1832–1844. Cotta, Stuttgart 2001
- Klaus Martin Kopitz, Rainer Cadenbach (Hrsg.) u. a.: Beethoven aus der Sicht seiner Zeitgenossen in Tagebüchern, Briefen, Gedichten und Erinnerungen. Band 1: Adamberger – Kuffner. Hrsg. von der Beethoven-Forschungsstelle an der Universität der Künste Berlin. Henle, München 2009, ISBN 978-3-87328-120-2, Nr. 13–26 (Bettinas Briefe über Beethoven)
- Briefwechsel Robert und Clara Schumanns mit Korrespondenten in Berlin 1832 bis 1883, hrsg. von Klaus Martin Kopitz, Eva Katharina Klein und Thomas Synofzik (= Schumann-Briefedition, Serie II, Band 17). Dohr, Köln 2015, ISBN 978-3-86846-055-1, S. 53–86
- Achim von Arnim[,] Bettine Brentano verh. von Arnim: Briefwechsel. Vollständig nach den Autographen hrsg. von Renate Moering. 3 Bände, Reichert, Wiesbaden 2018, ISBN 978-3-95490-377-1
- Bettine von Arnim, Rudolf Baier: Zeugnisse einer Arbeitsbeziehung (1844-1847). Erweiterte Neuausgabe, hrsg. von Mondrian Graf v. Lüttichau, Berlin 2022, ISBN 978-3-945980-70-5 PDF

## Musikalisches Werk
Musik spielte schon früh in Bettina von Arnims Leben eine bedeutende Rolle: Bereits zu ihrer Zeit im Ursulinenkloster sang sie im Chor. In Offenbach erhielt sie Unterricht in Klavier und Musiktheorie von Philipp Carl Hoffmann (1769–1842) und besuchte auch häufig das Theater in Frankfurt. Ab 1809 nahm sie Gesangs- und Kompositionsunterricht bei dem Münchner Kapellmeister Peter von Winter (1754–1825). Sie komponierte Lieder und Duette mit Klavierbegleitung, einige Werke blieben unvollendet.
1920 wurde ihr musikalisches Werk erstmals veröffentlicht, im vierten Band der Bettina-von-Arnim-Werkausgabe. Der Herausgeber Max Friedlaender hat ihre Kompositionen jedoch stark umgearbeitet, sowohl Melodien als auch die Begleitung.
Erst seit 1996 liegen durch die Neuausgabe von Renate Moering im Furore-Verlag Bettina von Arnims Werke im Urtext vor, die Ausgabe basiert auf den Autographen und Erstdrucken.
Werke für Gesang und Klavier (Auswahl)
- Herbstgefühl („Fetter grüne, du Laub“, Johann Wolfgang von Goethe), nach 1802
- „Abendstille öffnet Thüren“ (Achim von Arnim), Duett, 1805
- „Vom Nachen getragen“ (Achim von Arnim), Duett, 1805
- „O schaudre nicht“ (Johann Wolfgang von Goethe), 1808–1810 und 1824
- „Den trägen Tag verfolgt der Mond“ (Achim von Arnim), 1809
- Romanze („Der Kaiser ging vertrieben“, Achim von Arnim), 1810
- „Ein Stern der Lieb’ am Himmelslauf“ (Achim von Arnim), 1811
- Lied des Schülers („Die freie Nacht ist aufgegangen“ Achim von Arnim), 1812
- „Mondenschein schläfert ein“ (Achim von Arnim), 1819[19]

Notenausgabe
- Lieder und Duette für Singstimme und Klavier. Handschriften, Drucke, Bearbeitungen, hrsg. von Renate Moering, Kassel: Furore 1996 [23 Lieder].[19]